# Ийгълс
„Ийгълс“ (на английски: Eagles) е американска рок група, сформирана в Лос Анджелис в началото на 1970-те години.
Тя е сред най-успешно записващите изпълнители на десетилетието с постигнати 5 бр. № 1 сингли и 4 бр. № 1 албуми. В края на XX век 2 техни албума – „Eagles: Their Greatest Hits (1971 – 1975)“ и „Hotel California“, се нареждат сред най-успешно продаваните албуми според асоциацията на Американската звукозаписна индустрия (RIAA). Най-продаваният им албум „Хотел Калифорния“ е 37-ят в листата на списание „Ролинг Стоун“ „The 500 Greatest Albums of All Time“ („500-те най-велики албума за всички времена“), a групата е категоризирана на 75-о място в листата на „Ролинг Стоун“ „100 Greatest Artists of All Time“ („100-те най-велики изпълнители за всички времена“). Тя е също най-добре продаваната някога американска група с „Eagles: Their Greatest Hits (1971 – 1975)“, който е най-добре продаваният албум в САЩ.
Членовете на „Ийгълс“ се разделят през 1980 г. и са извън сцената за 14 години, но се събират отново за „Hell Freezes Over“ („Адът замръзва“) през 1994 г. Казват: „За запис никога не сме се разделяли. Ние просто си взехме ваканция от 14 години“. Оттогава пътуват с прекъсване и през 1998 г. са въведени в рок и рокендрол Залата на славата.

## История

### Сформиране и успех
Групата е сформирана през 1971 г., когато тогавашният мениджър на Линда Ронстат Джон Бойлан измъква Глен Фрай, Бърни Ледън и Ранди Майснър от техните предишни групи. Последните двама са за кратко барабанисти, докато Фрай се обажда на Дон Хенли, когото е срещнал в един нощен клуб – „Трубадур“ в Лос Анджелис. Te акомпанират на Ронщадт на двумесечно турне, след което решават да създадат своя собствена група. Новата група избира името „Ийгълс“ като преклонение пред „Бърдс“ (The Byrds, Ледън е бил в „The Flying Burrito Brothers“ с бившия басист на „The Byrds“ – Крис Хилман).
Нейният първи албум „Eagles“ е пълен с естествен, понякога чист кънтри рок и извежда 3 сингъла в Топ 40. Дебютният сингъл „Take it easy“ е песен, писана от приятел на Глен Фрай, негов близък и колега кънтри рок-музикант – Джаксън Браун. Фрай го чува да изпълнява песента и го пита дали „Eagles“ биха могли да я използват. Браун се съгласява и с няколко нови стиха, добавени от Фрай, песента е записана и става класика, като достига #12 в класацията Billboard Top 100 и избутва „Eagles“ към звездния небосклон. Сингълът е последван от блуса „Witchy woman“ и приятната кънтри рок балада „Peaceful easy feeling“, които са в чарта съответно на #9 и #22. „Eagles“ е голяма сила в популяризирането на кънтри рока, характерен за Южна Калифорния и цялата страна. Листата „500 Greatest Albums of All Time“ на списание „Ролинг Стоун“ ѝ отрежда № 374.
Вторият им албум „Desperado“ e свързан с темата за беззаконията в Дивия Запад и представя склонността на групата за концептуален текстопис. В албума историята за групата Дулин-Далтън е основна тема – в песните „Doolin-Dalton“, „Bitter creek“, „Desperado“(„Главорез“) and „Doolin-Dalton/Desperado“. Въпреки че той създава класика – Tequila Sunrise („Текила на изгрев слънце“) и Desperado, бившият успява да влезе в Billboard Hot 100, достигайки # 64, докато последният всъщност не постига голям успех в топ-листите. Единствено албума Desperado сингълът „Outlaw Man“ (Беззаконен мъж") достига до по-висока позиция в чартовете – #59. „Desperado“ и „Tequila Sunrise“ стават две от най-популярните песни на Ийгълс. Блусовите песни „Twenty-One“, „Doolin' Dalton (Инструментал)“ и баладата „Saturday Night“ са забележителни със способностите на (иначе китариста) Бърни Ледън на банджо, т.нар.fingerpicked китара и мандолина.
Първите два албума са продуцирани от Глин Джонс, който преди това е работил с „Бийтълс“, „Лед Зепелин“, „Ролинг Стоунс“ и „Дъ Ху“. Групата търси рока, но Джонс държи да се наблегне върху „месестата“ страна на тяхната двойно-насочена музика. В техния трети албум On the Border („На границата“), Ийгълс започват да продуцират с Джонс, но само след две записани песни се ориентират към Бил Симзик, довел Дон Фелдър да добави т.нар. „слайд“ или „ботълнек“ техника в песен, кръстена „Good Day in Hell“ („Добър ден в Ада“) и групата е толкова впечатлена, че два дена по-късно кани Фелдър да стане петият член на групата. Той се появява само още веднъж в албума – в песента „Already Gone“ („Вече заминал“), в която изпълнява паметното двойно китарно соло с Глен Фрай. On the Border ражда #1 Billboard сингъл с песента „Best of My Love“ („Най-доброто от моята любов“), която оглавява чартовете на 1 март 1975 и става първата от петте номер-едно сингъла на групата.
Техният следващ албум One of These Nights („Една от тези нощи“) съдържа тежък и агресивен рок. Албумът още показва растящата сила на текстописния тим Хенли/Фрей, особено в песента, която носи името на албума – One of These Nights, и в спечелилата награда „Грами“ „Lyin' Eyes“ („Лъжещи очи“). „One of These Nights“ оглавява „Билборд“ чарта на 2 август 1975 г. Самата песен често е цитирана от Фрай като негова любима. Албумът също съдържа изпреварил времето си като звучене инструментал – „Journey of the Sorcerer“ („Пътуването на магьосника“), която е позната на мнозина като саундтрак към Пътеводител на галактическия стопаджия („The Hitchhiker's Guide to the Galaxy“). One of These Nights е първият #1 албум на Eagles, оглавил поп чартовете. Te достигат своя връх в рока като успехи, но не всичко е толкова добре в групата отвътре.
По това време членовете на групата започват да се карат един с друг. Записите и пътуванията са брутални от времето след първия дебютен и едноименен албум – избухливостта ескалира, а характерите на музикантите започват да се оказват несъвместими. Между следващия албум и следващото турне, Бърни Ледън напуска групата, разочарован от насоката, която групата е избрала в своята музика. Те не остават за дълго концентрирани върху кънтри рока, който кара Лидън да си тръгне. Наемането на Дон Фелдър означава, че ролята на Лидън може да бъде намалена по изключително добър начин. Групата бързо замества Ледън Джо Уолш, ветеран от такива групи като James Gang („Групата на Джеймс“) и Barnstorm („Странставащата група“) и соло изпълнител. Следователно те могат да продължат и с програмата за своите турнета.
Междувременно в началото на 1976 е пуснат Their Greatest Hits (1971 – 1975), който става най-успешният албум в историята на САЩ, като до днешна дата е продал над 27 милиона копия.
Следващият албум на групата, Hotel California, излиза в края на 1976. „New Kid in Town“ („Ново дете в града“) е #1 хит на 26 февруари 1977, а Hotel California на 7 май същата година. „Life in the Fast Lane“ („Екстремален живот“) също е голям хит и в процеса става т. нар. catchphrase, като освен това установява желанието на Джо Уолш за повече хардрок звучене. Въздействащата и меланхолична балада „Wasted Time“ („Пропиляно време“) затваря първата част на записите, но тяхната втора част продължава с инструментали. Албумът приключва с „The Last Resort“ („Последно средство“), която песен до днес Фрай смята за най-добрата работа на Дон Хенли. Като цяло „Хотел Калифорния“ е назоваван като шедьовърът на групата и се появява във всички листи на най-добрите албуми от всички времена. Към днешна дата са продадени 16 милиона копия в САЩ.
По време на финалния етап на следващото пътуване Ранди Майснер решава, че е видял достатъчно хотели като член на Eagles за седем години и напуска групата за относителна почивка в Небраска, за да си почине и започне солова кариера. Ийгълс заменят Майснър с мъж, преуспял вече в, Poco – Timothy B. Schmit (Тимъти. Б. Шмит), където замества Майснър за пръв път през 1969 г. През 1977(която година е тогава) останалите в строя на Ийгълс изпълняват инструменталната работа и бекинг вокалите за албума на Randy Newman (Ранди Нюман) – „Little Criminals“ („Малки престъпници“). В албума те са оценени повече като индивидуални изпълнители, отколкото като Игълс, вероятно, за да избегене противоречие по отношение на контракта на Игълс с тяхната звукозаписна фирма.
През февруари 1979 Eagles влизат в студио, за да продуцират своя финален студиен албум – The Long Run („Дългото бягане“). Албумът отнема две години, за да бъде създаден, но групата прави последното си – пето парче в Billboard – „Heartache Tonight“ („Главоболие довечера“) – 10 ноември 1979. Турнето, което трябва да представи албума усилва междуличностните различия между членовете на групата; и още по-лошо – през нощта на 21 ноември 1979 Хенли е арестуван за притежание на наркотици, след като 16-годишна проститутка е получила припадък вследствие на употреба на дрога в хотелска стая. Хенли след това е обвинен в блудство с малолетна. Като притурка Глен Фрей и Дон Фелдър са разделени с полиция и останалите от групата в гримьорната след агитационен концерт за калифорнийския сенатор Алън Кренстън. Фрей твърди, че отвърнал на Фелдър след обида към сенатора.

### Разделяне
Турнето завършва на 31 юли 1980 г. в Лонг Бийч, Калифорния, когато се случва това, което Бил Симзик паметно описва като „Дългата нощ на грешния плаж“.
Фрей и Фелдър прекарват последното шоу, описвайки един на друг боя, който всеки планира да раздаде зад кулисите. Само още три песни и ще те смачкам, нещастник – отговаря Фрей на Фелдър, който казва, че наближава края на групата. Фелдър отговаря със заплаха, точно когато започват да пеят „The Best Of My Love“. Веднага след края на шоуто настъпва хаос и хулиганство. Фрей се нахвърля върху Фелдър, който защитава себе си с китара. За секунди се включват и останалите членове на групата. Дванайесет полицаи разтървават настървените музиканти.
Изглежда това е краят на Игълс, въпреки че те още дължат на Warners запис на живо от турнето. Eagles Live (появил се през ноември 1980 г.) е микс на Фрей и Хенли. Двамата решават, че те не биха могли да издържат да бъдат в един и същ щат, нито в същото студио.

### След Игълс
След раздялата всеки от ексчленовете на групата пробва своя шанс в самостоятелна кариера. Джо Уолш вече се е установил като соло изпълнител още през 1970 преди и по време на неговото пребиваване в Игълс.
Уолш опитва да продължи своята соло кариера, която включва хитовете на 1973 – „Rocky Mountain Way“ („Каменист планински път“) и 1978 – „Life's Been Good“ („Животът е бил хубав“), но намира за трудно това след разпадането на групата. Албумът There Goes the Neighborhood („Там отива кварталът“) от 1981 е смятан за успешен, но следващите албуми от 80-те се оказват посредствени. По същото време той участва като допълнителен музикант с Дан Фогелберг, Стив Уинууд и Емерсън, Лейк енд Палмър и продуцира албума на Ринго Стар – „Old Wave“ („Стара вълна“)
Дон Хенли се оказва с най-добра соло кариера от петимата през този период. През 1982 той пуска добре възприетия от публиката албум I Can't Stand Still („Аз не мога да стоя неподвижен“), начело с хита „Dirty Laundry“ („Мръсно пране“). Той след това прави сингъл, дует със Стиви Никс – Leather and Lace („Кожа и дантела“). Първият албум бледнее в сравнение с неговия следващ – трясъка на 1984 – Building the Perfect Beast („Строене на перфектния звяр“). В този албум е включен достигналият 5-а гореща позиция хит и класик-рок радио парче – „Boys of summer“ („Момчета на лятото“). Албумът извежда и #9 хита – „All She Wants To Do Is Dance“ („Всичко, което тя иска да прави е да танцува“), както и „Sunset Grill“ („Печене на залез слънце“). Следващият албум се появява едва през 1989 – The End of the Innocence („Краят на невинността“). Този албум има по-голям успех, като включва хитовете – The End of the Innocence и „The Heart of The Matter“ („Сърцето на проблема“). Това е неговият последен албум, докато през 1994 Игълс се събират отново.
Глен Фрей също открива соло успеха през 80-те години. През 1982 той пуска своя първи албум – No Fun Aloud („Никакво забавление гласно“), който ражда #14 хита – „The One You Love“ („Единствения, когото ти обичаш“). Той последва този албум с The Allnighter, който се отличава с #20 хита „Sexy Girl“ („Секси момиче“). Фрей достига #2 с „The Heat Is On“ („Жегата е нататък“) от саундтрака на „Ченегето от Бевърли Хилс“. Той има и още една песен на тази позиция – „You Belong to the City“ („Ти принадлежиш на града“) от 1985 – саундтрак на Miami Vice („Маями порок“). Той също участва с песните – „Flip City“ („Нахален град“) към Ghostbusters II („Ловци на духове II) и „Part of Me, Part of You“ („Част от мен, част от теб“) към саундтрака за „Телма и Луис“.

### Възобновяване
13 години след раздялата е пуснат Игълс кънтри албума, наречен Common Thread: The Songs of The Eagles(1993) („Прост край: Песните на Игълс“). Травис Трит настоява да използва членовете, които са записали Long Run („Дълго бягане“) в неговото видео за „Take It Easy“ и те отстъпват. След видеото за „Take It Easy“ изминава година и групата се събира отново след дълги години на медийна спекулация. Именно тези членове се връщат на сцената – Фрей, Хенли, Уолш, Фелдър и Шмит. „Ние никога не сме се разделяли. Ни само си взехме почивка от 14 години“ споделя Фрей на тяхното първо лайв изпълнение през април 1994. Следващото турне ражда лайв албума Hell Freezes Over („Адът замръзва“) (наименуван на прочутото изречение на Хенли, който е казал преди, че групата ще се събере отново, когато адът замръзва“, който дебютира на #1 в Billboard чарта и ражда два нови хита – „Get Over It“ („Преодолей го“) и „Love Will Keep Us Alive“ („Любовта ще ни пази живи“).
Избухва спор на 2 септември 1996, когато групата посвещава „Peaceful Easy Feeling“ на Садам Хюсеин в американската демократична партия в Лос Анджелис.
През 1998 групата е въведена в рок и рокендрол Зала на славата. По време на церемонията Фрей, Хенли, Фелдър, Уолш и Шмит изпълняват заедно песните Няколко следващи турнета (без Майснер и Лидън) довеждат до нечуван рекорд по продажба на билети.
През февруари 2001 г. Дон Фелдър е изгонен от групата. Започват дълги съдебни дела. През 2003 г. излиза нов техен сингъл за атаките от 11 септември – „Hole in the world“ („Дупка в света“).
На 14 юни 2005 г. Игълс пускат нова DVD продукция, титулувана „Прощално турне 1 – на живо от Мелбърн“, с две нови песни – „No More Cloudy Days“ („Без повече облачни дни“) и „One Day at a Time“ („Един ден във времето“).
Към 2006 Игълс се състоят от Фрей, Хенли, Уолш и Шмит. На „Прощално турне 1 – на живо от Мелбърн“ те са допълвани от още осем музиканта – барабанист/перкусинист (Скот Краго), китарист (Стюарт Смит), двама клавирни изпълнители (Майкъл Томпсън и Уил Холис) и четирима духови изпълнители (Ал Гарт, Бил Армстронг, Крис Мостърт и Грег Смит), които също свирят на цигулка и допълнителна перкусия. Групата прави турне из Европа през лятото на 2006 г. През май същата година те дават двучасово специално интервю за BBC.

## Членове на групата
| 1971 – 1974 | - Глен Фрай – китара, пиано, вокал, слайд китара, хармоника - Бърни Ледън – китара, банджо, мандолина, вокал - Ранди Майснър – бас, китара, вокал - Дон Хенли – барабани, вокал, китара                   |
| 1974 – 1976 | - Глен Фрай – китара, клавирни, пиано, вокал - Дон Фелдър – китара, вокал - Бърни Ледън – китара, банджо, мандолина, педъл стийл китара, вокал - Ранди Майснър – бас, вокал - Дон Хенли – барабани, вокал |
| 1976 – 1977 | - Глен Фрай – китара, клавирни, вокал - Дон Фелдър – китара, вокал - Джо Уолш – китара, клавирни, вокал - Ранди Майснер – бас, вокал - Дон Хенли – барабани, вокал                                        |
| 1977 – 1980 | - Глен Фрай – китара, клавирни, вокал - Дон Фелдър – китара, орган, вокал - Джо Уолш – китара, клавирни, вокал - Тимъти Б. Шмит – бас, вокал - Дон Хенли – барабани, вокал, китара                        |
| 1980 – 1994 | Групата не е активна |
| 1994 – 2001 | - Глен Фрай – китара, клавирни, вокал - Дон Фелдър – китара, вокал - Джо Уолш – китара, клавирни, вокал - Тимъти Б. Шмит – бас, вокал - Дон Хенли – барабани, китара, вокал                               |
| 2001 – 2016 | - Глен Фрай – китара, клавирни, вокал - Джо Уолш –основна китара, клавирни, вокал - Тимъти Б. Шмит – бас, вокал, китара - Дон Хенли – барабани, китара, вокал                                             |

## Награди
- Игълс са спечелили четири Грами награди:
  - 1975 Най-добро поп вокално изпълнение от дует, група или хор: „Lyin' Eyes“ („Лъжливи очи“)
  - 1977 Награда за запис на годината: „Hotel California“ (сингъл)
  - 1977 Най-добър аранжимент за гласовете: „New Kid in Town“ („Ново дете в града“)
  - 1979 Най-добро рок вокално изпълнение от дует или група: „Heartache Tonight“ („Главоболие довечера“)
- Групата е въведена в Рок и Рокендрол зала на славата през 1998.
- На 7 декември, 1999 Американската асоциация на звукозаписните компании почита групата с награда за най-успешно продаван албум на века – Their Greatest Hits (1971-1975) („Техните велики хитове (1971 – 1975)“)
- Игълс са въведени в Залата на славата на вокалните групи през 2001.

## Дискография

### Студийни албуми
- 1972 – Eagles
- 1973 – Desperado
- 1974 – On the Border
- 1975 – One of These Nights
- 1976 – Hotel California
- 1979 – The Long Run
- 1979 – Eagles Bonus CD from Live in Melbourne
- 2007 – The Long Road to Eden
- 2017 – Hotel California (40th Anniversary Expanded Edition)

### Албуми на живо
- 1980 – Eagles Live
- 1994 – Hell Freezes Over

### Компилации
- 1976 – Their Greatest Hits (1971-1975) #1 US (27x Platinum), #2 UK
- 1982 – The Eagles Greatest Hits, Vol. 2 #52 US (11x Platinum)
- 1984 – The Best of the Eagles (European) #8 UK
- 1994 – The Very Best of The Eagles (1994) (European) #4 UK
- 2000 – Selected Works: 1972-1999 (box set) #109 US (1x Platinum)
- 2001 – The Very Best of the Eagles (2001) (European) #3 UK
- 2003 – The Very Best of the Eagles (2003) #3 US (3x Platinum), #9 UK (called The Complete Greatest Hits in Europe)
- 2005 – Eagles Box Set
- 2019 – Don Kirshner's Rock Concert '74
- 2020 – Essentials
- 2023 – To The Limit: The Essential Collection

### Хит сингли
От Eagles
- 1972 – „Take It Easy“ #12 US
- 1972 – „Witchy Woman“ #9 US
- 1972 – „Peaceful Easy Feeling“ #22 US

От Desperado
- 1973 – „Tequila Sunrise“ #64 US
- 1973 – „Outlaw Man“ #59 US

От On the Border
- 1974 – „Already Gone“ #32 US
- 1974 – „James Dean“ #77 US
- 1974 – „Best of My Love“ #1 US

От One of These Nights
- 1975 – „One of These Nights“ #1 US, #23 UK
- 1975 – „Lyin' Eyes“ #2 US, #23 UK
- 1975 – „Take It to the Limit“ #4 US, #12 UK

От Hotel California
- 1976 – „New Kid in Town“ #1 US, #20 UK, #1 United World Chart
- 1977 – „Hotel California“ #1 US, #8 UK
- 1977 – „Life in the Fast Lane“ #11 US

Сингъл, невключен в албум
- 1978 – „Please Come Home for Christmas“ #18 US, #30 UK

От The Long Run
- 1979 – „Heartache Tonight“ #1 US, #40 UK
- 1979 – „The Long Run“ #8 US
- 1980 – „I Can't Tell You Why“ #8 US

От Eagles Live
- 1980 – „Seven Bridges Road“ #21 US

От Hell Freezes Over
- 1994 – „Get Over It“ #31 US
- 1994 – „Love Will Keep Us Alive“ #1 (Adult Contemporary) US

От The Very Best of the Eagles
- 2003 – „Hole in the World“ #69 US

Сингъл, невключен в албум
- 2005 – „No More Cloudy Days“ #3 (Adult Contemporary) US